# Евтимиос Каудис
Евтимиос Каудис (на гръцки: Ευθύμιος Καούδης) е гръцки революционер, деец на гръцката въоръжена пропаганда в Македония в началото на XX век, действа между 1903 и 1906 година в района на Баба планина, в Корещата и Мариово.

## Биография
Евтимиос Каудис е роден през 1866 или 1872 година в Каликратис, остров Крит.
На 13 юни 1903 година преминава гръцко-турската граница и навлиза в Македония с подготвената от Георгиос Цондос чета от 150 души, в която са и другите критяни Георгиос Перос, Ламбринос Вранас, Георгиос Диконимос, Георгиос Сейменис, Георгиос Зуридис, Георгиос Стратинакис, Евстратиос Бонатос, Манусос Катунатос и Николаос Лукакис. Заедно с Германос Каравангелис те влизат в Зелениче и след като Евтимиос Каудис пребива от бой мухтаря на българската църква костурският митрополит изнася служба на гръцки.
След избухването на Илинденско-Преображенското въстание дават сражение на българска чета на ВМОРО при Влахоклисура, а по-късно участват в опожаряването на Косинец. След това всичките критяни, без убития Георгиос Сейменис, се изтеглят от Македония, за да се завърнат през следващата 1904 година.
През август 1904 година Димитриос Калапотакис и Политис му възлагат да подготви чета и да навлезе с нея в Македония. По същото време Георгиос Балтадзис възлага на Павлос Мелас да навлезе с чета в Македония.
| Чета на Каудис, август 1904 година | Чета на Каудис, август 1904 година | Чета на Каудис, август 1904 година |
| Име                                | Име                                | Бележка                            |
| ---------------------------------- | ---------------------------------- | ---------------------------------- |
| 1. Евтимиос Каудис                 | Ευθύμιος Καούδης                   | капитан                            |
| 2. Павел Киров                     | Παύλος Κύρου                       | заместник-капитан                  |
| 3. Стилианос Клидис                | Στυλιανός Κλειδής                  |                                    |
| 4. Емануил Скундрис                | Εμμανουήλ Σκουντρής                |                                    |
| 5. Аристидис Нистарис              | Αριστείδης Νύσταρης                |                                    |
| 6. Йоанис Калогеракис              | Ιωάννης Καλογεράκης                |                                    |
| 7. Йоанис Сейменис                 | Ιωάννης Σεϊμένης                   |                                    |
| 8. Симо Стоянов                    | Σίμος Στογιάννης ή Ιωαννίδης       |                                    |
| 9. Ставрос Зулис                   | Σταύρος Ζούλης                     |                                    |
| 10. Йоанис Симаникас               | Ιωάννης Σιμανίκας                  |                                    |
| 11. Христос Левкарудакис           | Χρήστος Λευκαρουδάκης              |                                    |
| 12. Т. Лицис                       | Θ. Λίτσης                          |                                    |
| 13. Димитриос Спанопулос           | Δημήτριος Σπανόπουλος              |                                    |
| 14. Сотирис Хадзидакис             | Σωτήρης Χατζηδάκης                 |                                    |
| 15. Апостолис Агакидис             | Απόστολος Αγακίδης                 | водач от Цотили                    |

На 11 (24) август първата част от четата тръгва от Пирея с кораб за Волос, последвана от втората. Посрещнати са от Никостратос Каломенопулос, отговорник на Македонския комитет в Тесалия, който ги отвежда в Каламбака. В Каламбака Симо Стоянов се разболява и е принуден да остане в града. На 18 (31) август минават границата и пристигат в Елевтерохори. После минават Венетикос и пристигат в Коцко. На 22 август (2 септември) четата тръгва от Коцко и през Хориво на 22 август (4 септември) стигат в Костараджа. В Костараджа учителят Пандазис Хрисостомидис препоръчва на Каудис за четник Динас Стерю и капитанът го взима въпреки протестите на Павел Киров. Вечерта на 23 август (5 септември) тръгват от Костараджа и през Чуриловския манастир стигат Лехово, където отсядат в къщата на Зиси Дульо. В Лехово заболяват Хадзидакис и Скундрис, и са принудени да останат там до 27 август (9 септември). На 27 август четата оставя Хадзидакис в Лехово и се отправя на север през Прекопана към Бел камен. Там Каудис се среща с Анастасиос Стилядис и Христос Екзархос и продължават към Лаген, където се срещат с поп Трендафил и оттам за Неред. В срещите си с местните Каудис заявява, че е изпратен от свободна Гърция и скоро ще дойдат и други чети, опитва се да получи информация за българските чети и да формира доверие в гръцките.
На 29 август (11 септември) Каудис се отправя към Желево между Турие и Търсие. На следващия ден е в района на Ощима, опитвайки се да събере сведения за българските чети. Вечерта на 1 (14) септември влиза в Желево и оставя част от въоръжението си в къщата на Атанас и Филип Стефанови. Четата не е пусната в селото, тъй като е сметната за разбойническа, въпреки че в нея е Павел Киров. Чак когато Трайко Лянджаков отива в гръцкото консулство в Битоля и получава уверение, че Каудис е гръцки капитан, желевци ги допускат в селото.
На 3 (16) септември Каудис отива в Писодерския манастир „Света Троица“, където архимандрит Модестос му предава писмо от Битоля. Там се среща и с поп Ставрос Цамис. В Писодер научава, че четите на Атанас Кършаков и Митре Влаха са около Желево и тръгва да им направи засада. На 4 септември пристига в Желево, където организира местна милиция от 15-16 души. В писмо до консулството в Битоля пише, че подозира желевци в предателство. На 5 септември Каудис праща Динас Стерьос да залови Стойко Янкулич от Ощима, а четата без Скундрис, Симаникас и Спанопулос се отправя към манастира „Света Троица“. Там Каудис се среща с попа от Герман Никола, пъдаря на същото село Константин Найдов и учителя от Рудари Христо Попконстантинов и им обещава, че ще мине през селата им, за да подкрепи патриаршистките партии. Среща се със Ставрос Цамис и Георги Доде, който влиза в четата. Каудис убива заловения Янкулич, както и предателя от Писодер Хадзипавлос. На 13 (26) септември Каудис приема в четата си Лазар Георгиев по настояване на Павел Киров и тъй като никой ощимянин не иска да тръгне за Костур, за да се срещне с Мелас, четата отива в Търнава. На 15 септември четата напуска Търнава, на 16-и чака покана да тръгне за Герман, но на 17 (30) септември Каудис решава да направи засада на Митре Влаха и влиза в сражение с него край Ощима, като ожесточената престрелка е прекъсната след появата на турски аскер.
Евтимиос Каудис дава нареждане на Георгиос Катехакис (капитан Рувас) да нападне село Зелениче, в което той извършва клане на българи на 13 ноември 1904 година. На 30 ноември 1904 година четите на Митре Влаха и Геро Ресенски нападат Каудис и Спирос Спиромилиос (капетан Буас) в Желево, но са отблъснати с помощта на аскер и гъркоманска милиция от Писодер.
През 1905 година негов четник е Павле Илиев, бъдещ андартски капитан. На 25 март 1905 година четите на Георгиос Цондос, Евтимиос Каудис, Георгиос Макрис, Павлос Гипарис и Йоанис Пулакас, общо около 300 андарти, нападат Загоричани и извършват страшно клане, в което загиват около 100 души, а цялото село е изгорено. На 5 април 1906 година в Бесвина четата на Каудис е разбита и той се изтегля от Македония.
Участва в Балканската и Междусъюзническата войни. През 1929 година е основател на асоциацията на македономахите (андартите) „Павлос Мелас“. В периода след Втората световна война пише спомените си в Гърция, където и умира през 1956 година. Негов племенник и четник в четата му е Константинос Тарантулис.
В 1976 година в Солун е издигнат негов бюст, дело на скулптора Евтимиос Калеврас (1929 - 2011).